# Йоа-Хейвен
Йоа-Хейвен (англ. Gjoa Haven, эскимос. ᐅᖅᓱᖅᑑᖅ) — эскимосская деревня, главное поселение на острове Кинг-Уильям в районе Китикмеот территории Нунавут, Канада. Находится в 1,056 км к северо-востоку от города Йеллоунайф. Координаты — 68°38´с. ш.; 95°52´з. д. Численность населения — 960 чел. (2001).

## История
Эскимосское название поселения — Уқсуақтуқ (Uqsuaqtuuq), что переводится на русский язык как «место, где много жира», название объясняется большим количеством рыбы в прибрежных водах. Деревня Йоа-Хейвен названа в честь корабля «Йоа» (Gjøa) норвежского исследователя Руаля Амундсена. В 1903 году он пытался первым пересечь Северо-Западный проход. К октябрю море начало обледеневать, и Амундсен укрыл свой корабль «Йоа» в естественной гавани на юго-востоке острова Кинг-Уильям. Амундсен был вынужден оставаться, как он говорил, «в самой красивой маленькой гавани на свете» в течение двух лет. За это время он научился у местных жителей, как выживать в такой местности, в поисках магнитного полюса Земли изучил соседний полуостров Бутия. В 1927 году Компания Гудзонова залива основала здесь свой аванпост, тем самым, воспользовавшись преимуществами местоположения гавани. Местные жители промышляли песцов, которые в изобилии водились на острове. Компания Гудзонова залива была одной из последних, кто использовал алюминиевые монеты в торговле мехами. До 1960 года местный менеджер Джордж Портер использовал эти монеты, так как местное население долгое время не признавало канадские деньги.

## Природа
Йоа-Хейвен построена на песке и гальке, которая покрывает известняковую почву. Весной и летом вся тундра в окрестностях поселения покрывается лишайниками, мхами и полярной ивой, которая растёт здесь. Остров, на котором находится деревня, славится своими озёрами и прудами с кристально чистой водой, которую можно пить сырой. Населённый пункт использует воду из озера Уотер, в 2 км северо-западнее Йоа-Хейвен. Недалеко от деревни обитают карибу, мускусный бык, волки, совы. Также дикая природа представлена гусями, лебедями, утками, полярными зайцами. В июне и июле в бухте можно встретить гольца, тюленей, моржей и треску, которую в основном используют в качестве пищи для собак.

## Население
С каждым годом численность населения деревни растёт, что является отражением стремления эскимосского населения жить оседлым образом. В 1961 году численность населения деревни была 110 человек, в 2001 году — 960 человек, что также является результатом стремления эскимосов жить ближе к здравоохранительным и учебным учреждениям, которые имеются в этом поселении. В Йоа-Хейвен переселяются в основном из таких поселений, как Кеймбридж-Бей, Перри-Айленд, Спенс-Бей (сейчас называется Талойоак). Несмотря на то, что жители деревни ведут современный образ жизни, они сохраняют свои традиции: каждое лето один или два месяца проводят на охоте, многие всё ещё передвигаются на собачьих упряжках, носят национальную одежду из шкур карибу.

## Культура
17 октября 2013 года здесь открыт Музейный центр культурного наследия Наттилик, экспонатами которого, помимо предметов охоты и быта местных эскимосов, являются вещи, поднятые в 2014 году с затонувшего корабля экспедиции Джона Франклина (1845—1848) «Эребус».